# Drag Race España
Drag Race España és un programa de talents espanyol protagonitzat per drag queens, basat en el format estatunidenc RuPaul's Drag Race. El concurs, produït per Atresmedia, busca coronar la pròxima Superestrella Drag d'Espanya.
El programa és produït per World of Wonder i Atresmedia en col·laboració amb Buendía Estudios. El concurs va ser estrenat el 2021 a través de la plataforma de pagament Atresplayer Premium, mentre que als Estats Units va ser emès a WOW Presents Plus.
Al febrer de 2021 es va anunciar que la presentadora i líder del jurat seria la drag queen Supremme de Luxe. Al març, es va anunciar que l'acompanyarien al jurat els cineastes i actors Javier Calvo i Javier Ambrossi i la dissenyadora Ana Locking.
És la sisena versió internacional de la franquícia Drag Race que ha sigut estrenada, després de Drag Race Thailand (Tailàndia), RuPaul's Drag Race UK (Regne Unit), The Switch Drag Race (Xile), Canada's Drag Race (Canadà) i Drag Race Holland (Països Baixos).

## Temporades

### Temporada 1
| Concursant                 | Edat | Origen                     | Posició           |
| -------------------------- | ---- | -------------------------- | ----------------- |
| The Macarena               | 29   | San Fernando (Cadis)       | 10 (1a expulsada) |
| Drag Vulcano               | 30   | Las Palmas de Gran Canaria | 9 (2a expulsada)  |
| Inti                       | 20   | Bolívia                    | 8 (abandona)      |
| Arantxa Castilla-La Mancha | 23   | Badajoz                    | 7 (4a expulsada)  |
| Hugáceo Crujiente          | 25   | València                   | 6 (5a expulsada)  |
| Dovima Nurmi               | 24   | Barcelona                  | 5 (6a expulsada)  |
| Pupi Poisson               | 38   | Madrid                     | 4 (7a expulsada)  |
| Killer Queen               | 31   | Madrid                     | Finalista         |
| Sagittaria                 | 22   | Barcelona                  | Finalista         |
| Carmen Farala              | 31   | Sevilla                    | GUANYADORA        |

### Temporada 2
| Concursant           | Edat | Origen                     | Posició           |
| -------------------- | ---- | -------------------------- | ----------------- |
| Marisa Prisa         | 30   | Lugo                       | 12 (1a expulsada) |
| Ariel Rec            | 33   | Madrid                     | 11 (2a expulsada) |
| Samantha Ballentines | 35   | San Fernando (Cadis)       | 10 (3a expulsada) |
| Jota Carajota        | 18   | Jerez de la Frontera       | 9 (4a expulsada)  |
| Onyx                 | 33   | Madrid                     | 8 (5a expulsada)  |
| Diamante Merybrown   | 25   | Saragossa                  | 7 (6a expulsada)  |
| Drag Sethlas         | 30   | Las Palmas de Gran Canaria | 6 (7a expulsada)  |
| Juriji der Klee      | 31   | Madrid                     | 5 (8a expulsada)  |
| Marina               | 34   | Barcelona                  | Finalista         |
| Estrella Xtravaganza | 25   | Jerez de la Frontera       | Finalista         |
| Venedita Von Däsh    | 28   | Elx                        | Finalista         |
| Sharonne             | 45   | Sabadell                   | GUANYADORA        |

### Temporada 3
| Concursant       | Edat | Origen                     | Posició    |
| ---------------- | ---- | -------------------------- | ---------- |
| Pitita           | 27   | Barcelona                  | GUANYADORA |
| Vania Vainilla   | 39   | Saragossa                  | Finalista  |
| Hornella Góngora | 35   | Alacant                    | Finalista  |
| Kelly Roller     | 30   | Màlaga                     | Finalista  |
| Clover Bish      | 24   | Granollers                 | 5a         |
| Bestiah          | 30   | Madrid                     | 6a         |
| Pakita           | 28   | Sevilla                    | 7a / 8a    |
| Pink Chadora     | 38   | Màlaga                     | 7a / 8a    |
| Visa             | 34   | Mèxic                      | 9a         |
| The Macarena     | 31   | San Fernando               | 10a        |
| Chanel Anorex    | 31   | Salamanca                  | 11a        |
| Drag Chuchi      | 32   | Las Palmas de Gran Canaria | 12a        |
| Maria Edilia     | 41   | Veneçuela                  | 13a        |

### Temporada 4
| Concursant           | Edat | Origen                 | Posició    |
| -------------------- | ---- | ---------------------- | ---------- |
| Le Coco              | 28   | Madrid                 | GUANYADORA |
| La Bella Vampi       | 30   | València               | Finalista  |
| Chloe Vittu          | 23   | Barcelona              | Finalista  |
| La Niña Delantro     | 22   | València               | Finalista  |
| Mariana Stars        | 28   | Veneçuela              | 5é         |
| Megui Yeillow        | 31   | Sevilla                | 6a         |
| Angelita La Perversa | 44   | Sevilla                | 7a         |
| Miss Khristo         | 31   | Madrid                 | 8a         |
| Kelly Passa!?        | 38   | Barcelona              | 9a         |
| Dita Dubois          | 37   | Santa Cruz de Tenerife | 10a        |
| Porcah Theclubkid    | 39   | València               | 11a        |
| Shani La Santa       | 26   | Cadis                  | 12a        |